# Route 915 (Nouveau-Brunswick)
Pour les articles homonymes, voir Route 915.
La route 915 est une route locale du Nouveau-Brunswick, située dans le sud-est de la province. Elle traverse une région principalement boisée et aquatique, alors qu'elle suit la côte de la baie de Fundy. De plus, elle mesure 31 kilomètres, et est pavée sur toute sa longueur. 

## Tracé
La 915 débute à Alma, sur la route 114, à moins de 2 kilomètres à l'est de l'entrée du Parc national de Fundy. Elle commence par se diriger vers l'est en suivant la baie Chigneto de la baie de Fundy, traversant plusieurs municipalités, tel que Waterside, Little Ridge et New Horton. De plus, elle passe près du Cap Enragé.
Elle se dirige ensuite vers le nord en traversant Harvey, puis elle bifurque vers le nord-ouest pour se terminer à nouveau sur la route 114, à Riverside-Albert. 

## Intersections principales
| route 915      |                  |     |                                                                     |                           |
| Comté          | Location         | km  | Intersection/Destinations                                           | Notes                     |
| Comté d'Albert | Alma             | 0   | R-114, West River, Parc national de Fundy, Sussex                   | extrémité ouest de la 915 |
| Comté d'Albert | Waterside        | 9   | Chemin Shortcut nord, West River                                    |                           |
| Comté d'Albert | Cape Enrage      | ~14 | Chemin Ridge; chemin Cape Enrage, cape Enrage, Phare de cape Enragé |                           |
| Comté d'Albert | Harvey           | 27  | Chemin Marys Point est, Harvey Bank                                 |                           |
| Comté d'Albert | Riverside-Albert | 31  | R-114, Germantown, Hillsborough, Moncton                            | extrémité nord de la 915  |